# Маріс Ділевка
Маріс Ділевка (латис. Maris Dilevka; народився 3 березня 1992, Лієпая, Латвія) — латвійський хокеїст, нападник. Виступає в лієпайському Металургсі. 